# Daector dowi
Daector dowi är en fiskart som först beskrevs av Jordan och Gilbert, 1887.  Daector dowi ingår i släktet Daector och familjen paddfiskar. IUCN kategoriserar arten globalt som livskraftig. Inga underarter finns listade i Catalogue of Life.